# Turmanin
Turmanin – wieś w północno-zachodniej Syrii, w muhafazie Idlibu. W spisie z 2004 roku liczyła 10 394 mieszkańców.
W czasie toczącej się w tym kraju wojny miejscowość znalazła się pod kontrolą terrorystów Dżabhat an-Nusra, którzy zorganizowali tam ośrodek nielegalnego handlu paliwem. 16 lutego 2022 targowisko zostało zniszczone przez syryjską armię.